# Ding Xuedong

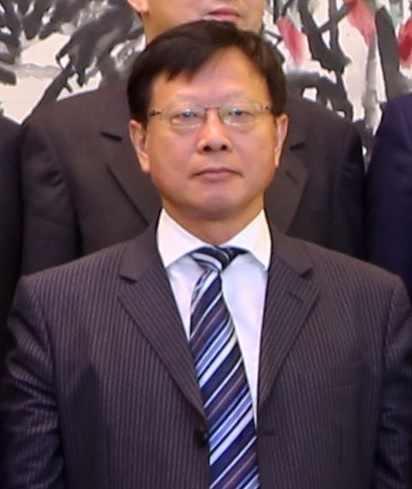
Ding Xuedong

Ding Xuedong (chinesisch 丁学东, Pinyin Dīng Xuédōng, * Februar 1960 in Changzhou, Provinz Jiangsu) ist seit 2013 Vorsitzender und CEO der China Investment Corporation. Zuvor hatte er mehrere Positionen in der Regierung der Volksrepublik China inne. Von 2008 bis 2010 war er Vizefinanzminister. Er war 2016 in der Liste der mächtigsten Menschen der Welt des amerikanischen Magazins Forbes.
Ding hat einen Ph.D. in Wirtschaftswissenschaften vom Forschungsinstitut für Finanzwissenschaft des Finanzministerium. In seiner früheren Karriere war Ding als Generaldirektor der Abteilung für Eigentumsrechte und Generaldirektor der Abteilung für Humanressourcen sowie Leiter des staatlichen Asset Administration Bureau tätig.
Anschließend hatte er mehrere Positionen im Finanzministerium inne, darunter stellvertretender Minister, Generaldirektor der Abteilung für Bildung, Wissenschaft und Kultur, Generaldirektor der Landwirtschaftsabteilung und Generaldirektor der Abteilung für staatliche Kapitalverwaltung. Ding diente zudem als stellvertretender Generalsekretär des Staatsrates.
Ding ist auch Vorsitzender der China International Capital Corporation, einer führenden chinesischen Investmentbank, an der die China Investment Corporation indirekt mit über 40 % beteiligt ist.